# Axel Herrlin
Per Axel Samuel Herrlin (født 30. marts 1870 i Östra Vemmenhög i Skåne, død 10. oktober 1937) var en svensk filosof og psykolog.